# Minoes (film)
Minoes is een Nederlandse film uit 2001, geregisseerd door Vincent Bal, naar een scenario van Burny Bos. Het is een verfilming van het gelijknamige kinderboek van Annie M.G. Schmidt  uit 1970.
Het verhaal gaat over de poes Minoes, die in een juffrouw is veranderd.

## Het verhaal van de film
Midden in de nacht rijdt er in het diepste geheim een geheimzinnig vrachtwagentje door het stadje Killendoorn, afgeladen met vaten vol chemicaliën. Een van de vaten valt in een woonwijk uit het wagentje. Achter de struiken zit een poes, die het gebeuren met argwaan bekijkt. Ze gaat op onderzoek uit en besluit een likje te nemen van het spul dat uit het lekkende vat komt.
De volgende dag moet de journalist Tibbe de Vries, die voor de Killendoornse Courant schrijft, voor de hoofdredactrice verschijnen. Die waarschuwt Tibbe dat hij nog maar één kans krijgt omdat hij erg verlegen is en niet op een gehaaide manier op allerlei groot nieuws af durft te gaan. Eigenlijk schrijft hij alleen maar stukjes over katten. Als hij de volgende dag weer geen goed stukje kan inleveren, dreigt hij te worden ontslagen. Tibbe verlaat terneergeslagen het gebouw van de krant, en haalt als troost wat visjes bij de viskar op het plein. Dan ziet hij plotseling iemand in een boom zitten, het is een juffrouw in een net groen mantelpakje. Ze is geschrokken van een hond en zo hoog mogelijk in de boom geklommen. Nu de hond weg is, durft ze niet meer naar beneden. Tibbe probeert haar te helpen, maar tegen de tijd dat hij zover is, is de juffrouw alweer uit de boom gesprongen. Tibbe wil haar interviewen voor de krant, zodat hij met een spraakmakend artikeltje kan komen over een juffrouw die in een boom is geklommen. De juffrouw is echter alweer verdwenen voordat hij er erg in heeft.
Wanneer Tibbe 's avonds thuiskomt, en met een schrijversblok door zijn kamer ijsbeert omdat hij nog steeds geen goed artikel weet te schrijven, zit de rare juffrouw ineens voor zijn raam. Ze is op zoek naar eten en een warm plekje om de nacht door te brengen. Hoewel Tibbe er eigenlijk gemengde gevoelens over heeft, laat hij haar toch binnen. Hij vertelt de juffrouw, die Minoes blijkt te heten, dat hij voor morgen een stukje moet schrijven voor de krant, maar geen inspiratie heeft. Dan vertelt Minoes hem dat "mevrouw pastoor" (voor haar is dat de kat van meneer pastoor) een pot gouden munten heeft gevonden. Tibbe gaat er meteen op af, en staat de volgende dag eindelijk met een goed verhaal in de krant.
Om Tibbe te helpen met zijn stukjes, wordt de "kattenpersdienst" opgericht. Via de katten uit de buurt vangt Minoes allerlei nieuwtjes op, die ze aan Tibbe doorspeelt om in de krant te kunnen zetten. In ruil voor de nieuwtjes mag Minoes bij Tibbe in huis blijven eten en slapen, en krijgt ze af en toe een lekker visje.
Dit gaat een hele tijd goed, totdat de katten vinden dat Tibbe eens een stukje moet schrijven over meneer Ellemeet. Die wordt algemeen beschouwd als de ereburger van de stad, en is ook de eigenaar van de deodorantfabriek aan de rand van Killendoorn. Door zijn geregelde financiële bijdragen aan verscheidene stadsprojecten is hij alom geliefd. Op de dag dat hij benoemd wordt tot erevoorzitter van de vereniging van dierenvrienden, ontdekken de katten in de stad dat meneer Ellemeet in werkelijkheid helemaal niet de prima burger is waarvoor iedereen hem houdt. Eerst slaat hij de Jakkepoes kreupel als die zijn huis is binnengedrongen en op de dinertafel zit. Hiervoor kan Tibbe nog wel enig begrip opbrengen, al keurt hij het niet goed. Maar dan blijkt via de kattenpersdienst dat Ellemeet ook degene is die 's nachts de haringman met zijn kraam omver heeft gereden, en dat hij de jongen van de Jakkepoes in een vuilniscontainer heeft gestopt. Minoes, die hierover is ingelicht door de katten waarmee ze praat, slaagt er samen met Bibi, het dochtertje van de huisbaas van Tibbe, nog net op tijd in om de katjes te redden voordat de container wordt geleegd.
Aanvankelijk durft Tibbe 'het' artikel niet te schrijven, het zou immers een grote schok teweegbrengen in de stad. Minoes en de (andere) katten zijn diep teleurgesteld in Tibbe. Maar dan besluit Tibbe alsnog de knoop door te hakken, en hij publiceert een artikel genaamd "Ellemeet: Weldoener of boosdoener", waarin hij vertelt over de chemicaliën die Ellemeet 's nachts door de stad vervoert, evenals Ellemeets poging om de burgemeester om te kopen met een zwembad, in ruil voor een vergunning ten bate van fabrieksuitbreiding, over het ongeluk met de haringkar en over de manier waarop de zogenaamde dierenvriend in werkelijkheid omgaat met de dieren in de stad. Alle katten in de stad zijn blij dat Tibbe dit gedurfd heeft, zo ook Minoes. De rest van Killendoorn keert Tibbe echter de rug toe: Tibbe wordt alsnog ontslagen bij de krant, zijn huisbaas geeft hem een week om uit de zolderkamer te vertrekken, en niemand is nog langer bereid om hem te helpen, na al die beledigingen aan het adres van Ellemeet die iedereen behalve Tibbe nog steeds voor een weldoener houdt.
Minoes en Bibi besluiten Tibbe uit dit lastige parket te helpen. Samen met alle katten van Killendoorn lokken ze meneer Ellemeet in de val, en filmen de man stiekem wanneer hij op hardhandige wijze probeert af te rekenen met een stel Killendoornse katten die hem een dag lang achtervolgen. Wanneer meneer Ellemeet die avond een goed bezochte lezing houdt om de geplande uitbreiding van zijn chemische fabriek toe te lichten, zorgen Bibi en Minoes ervoor dat niet het filmpje van Ellemeet, maar het filmpje van de katten op het projectiescherm verschijnt. Alle aanwezigen zijn geschokt en de publieke opinie keert zich in één keer tegen Ellemeet. Wanneer Tibbe uit het publiek opstaat om te roepen dat er op de deodorantfabriek misschien nog wel meer bewijzen tegen Ellemeet te vinden zijn, weet hij in één klap de hele stad te mobiliseren om naar het fabrieksterrein te vertrekken. Op het fabrieksterrein ontdekt de woedende menigte het vrachtwagentje waarmee meneer Ellemeet zijn chemicaliën 's nachts in het geheim door de stad transporteerde. De burgemeester weet meneer Ellemeet bij de lurven te grijpen, nog voordat hij met zijn vrouw naar Chili kan vluchten.
De volgende dag is Tibbe de held van de stad. Op de krant wordt hij weer aangenomen, en ook zijn huisbaas trekt zijn bezwaren onder veel excuses in. Het enige waar Tibbe echter aan kan denken, is dat Minoes is verdwenen. Ze blijkt weer terug te zijn naar de Emmalaan, waar haar zus een zeldzame goudvink voor haar gevangen heeft. Wanneer Minoes deze goudvink opeet, wordt ze weer een poes, net als vroeger. Tibbe en Bibi zijn erg verdrietig, en Tibbe verzucht, eenmaal terug op zijn zolderkamertje, dat hij maar wou dat ze weer terug was. En dat gebeurt ook, want plotseling staat Minoes weer voor het raam. Ze bleek al zó menselijk geworden te zijn, dat ze de goudvink niet op had willen eten, maar weer vrij wilde laten, uit medelijden met het vogeltje.
Minoes mag voorgoed bij Tibbe blijven wonen, en samen leven ze nog lang en gelukkig. Tijdens de aftiteling van de film is er een trouwpartij te zien.

## Verschillen tussen boek en film
In tegenstelling tot bij de verfilming van een ander boek van Annie M.G. Schmidt, Abeltje, is men hier redelijk dicht bij het boek gebleven. Wel zijn er enkele karakters toegevoegd en andere juist weggelaten om de film soepel te laten verlopen. Zo zijn Bibi's moeder en Tibbes hospita in de film samengevoegd tot één enkel personage. Tibbes chef is in het boek een man, maar in de film een vrouw. In de film heeft Tibbe meer collega's op kantoor dan in het boek. Bibi is in het boek een paar jaar ouder dan in de film.
Verder zijn bepaalde 'tijdsgebonden' grapjes vervangen. Eukemeentje, de kat van de dominee, is in de film bijvoorbeeld 'mevrouw pastoor', de kat van meneer Pastoor. De Pompkat die volgens het boek Jakkepoes zou hebben bezwangerd heeft geen actieve rol in de film en wordt niet bij de naam genoemd. De scènes in de film waarin Ellemeet met zijn vrouw besluit te emigreren waarna zijn auto wordt opgegraven en men zijn fabriek bestormt komen niet in het boek voor. Het gesprek tussen Minoes en de 'praatdokter' en de restaurantgesprekken tussen Ellemeet en zijn vrouw, die worden opgevangen door de Monopoolkat, komen niet in de film voor. In de film is er al helemaal geen Monopoolkat.
Ook legt het boek, anders dan de film, geen rechtstreeks verband tussen Ellemeets activiteiten en de chemicaliën waardoor Minoes tot een mens transformeert.
Het scenario van de film is ook in andere opzichten eigentijds gemaakt. Zo schrijven Tibbe en de anderen hun teksten op tekstverwerkers, terwijl Tibbe in het boek een schrijfmachine gebruikt. In Tibbes kamertje staan in de film cd's, die in de tijd dat het boek verscheen nog niet bestonden.
Het begin van de film heeft ook een toegevoegde scène die Minoes toont als kat en hoe ze uit nieuwsgierigheid van de chemicaliën drinkt. Wanneer we Minoes in het boek de eerste keer ontmoeten is zij al in een mens veranderd.
In het boek moet Minoes een lijster eten om weer in een kat te veranderen. Voor de film was dit veranderd in een goudvink.
Aan het einde van de film trouwen Minoes en Tibbe. In het boek wordt het idee van een huwelijk wel genoemd, maar Minoes en Tibbe geven aan hier geen plannen voor te hebben.

## Rolverdeling
| Acteur             | Personage               | Opmerkingen |
| ------------------ | ----------------------- | ----------- |
| Carice van Houten  | Minoes                  |             |
| Theo Maassen       | Tibbe de Vries          |             |
| Sarah Bannier      | Bibian “Bibi” van Dam   |             |
| Pierre Bokma       | Meneer Ellemeet         |             |
| Marisa van Eyle    | Mevrouw Ellemeet        |             |
| Olga Zuiderhoek    | Mevrouw Van Dam         |             |
| Kees Hulst         | Meneer Van Dam          |             |
| Hans Kesting       | Harry de Haringman      |             |
| Jack Wouterse      | Burgemeester Van Weezel |             |
| Lineke Rijxman     | Pia Bongers             |             |
| Bas Teeken         | Sjoerd de Wit           |             |
| Bianca Krijgsman   | Roddeltante             |             |
| Plien van Bennekom | Roddeltante             |             |
| Wim van den Heuvel | Meneer Pastoor          |             |
| Joep Onderdelinden | Leraar                  |             |
| Chris Bolczek      | Politieagent            |             |
| Annet Malherbe     | Jakkepoes               | Stem        |
| Loes Luca          | Tante Moortje           | Stem        |
| Wim T. Schippers   | Simon de Schoolkat      | Stem        |
| Hans Teeuwen       | Tinus                   | Stem        |
| Paul Haenen        | Mevrouw Pastoor         | Stem        |
| Frits Lambrechts   | Joop                    | Stem        |
| Katja Schuurman    | Zus van Minoes          | Stem        |
| Kim van Kooten     | Leentje                 | Stem        |

## Prijs
Gewonnen:
- 2001, Golden and Platin Film, Netherlands: gouden
- 2002, Golden and Platin Film, Netherlands: platin
- 2002, Nederlands Film Festival: „beste filmposter”
- 2002, Nederlands Film Festival: „Gouden Kalf” Carice van Houten
- 2002, Chicago International Children's Film Festival: Vincent Bal „beste internationaal film”
- 2002, Carrousel International du Film: Carice van Houten „Beste actrice”
- 2005, Artek - International Children's Film Festival: Carice van Houten „Beste actrice”

Nominated:
- 2002, Nederlands Film Festival: „Gouden Kalf” Theo Maassen
- 2002, Oulu International Children's Film Festival: „Starboy Award” Vincent Bal